# 向陽台 (稲城市)

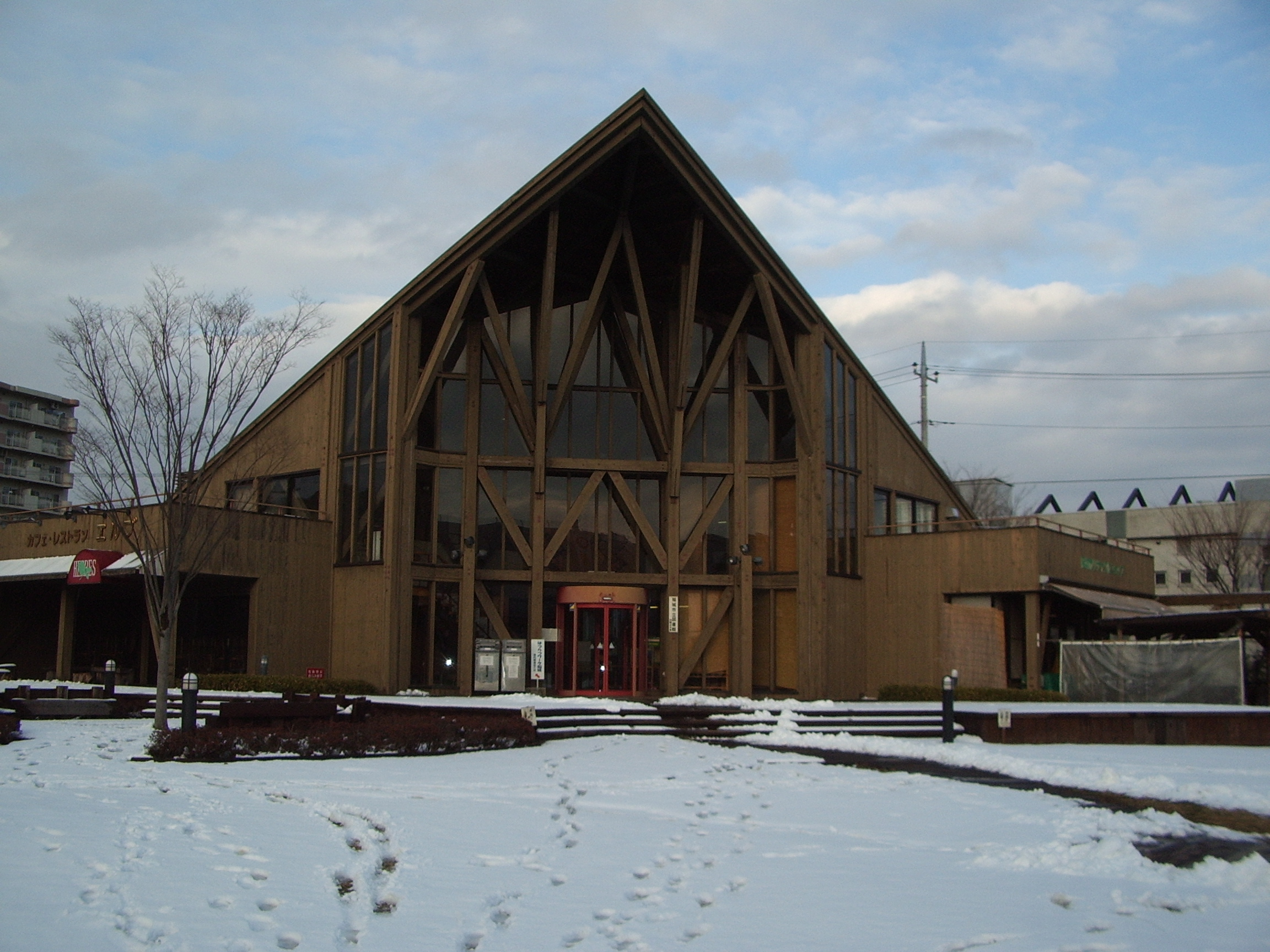
向陽台の街開きに際して公団の現地案内所として建設された向陽台ファインフォーラム（既に解体撤去）

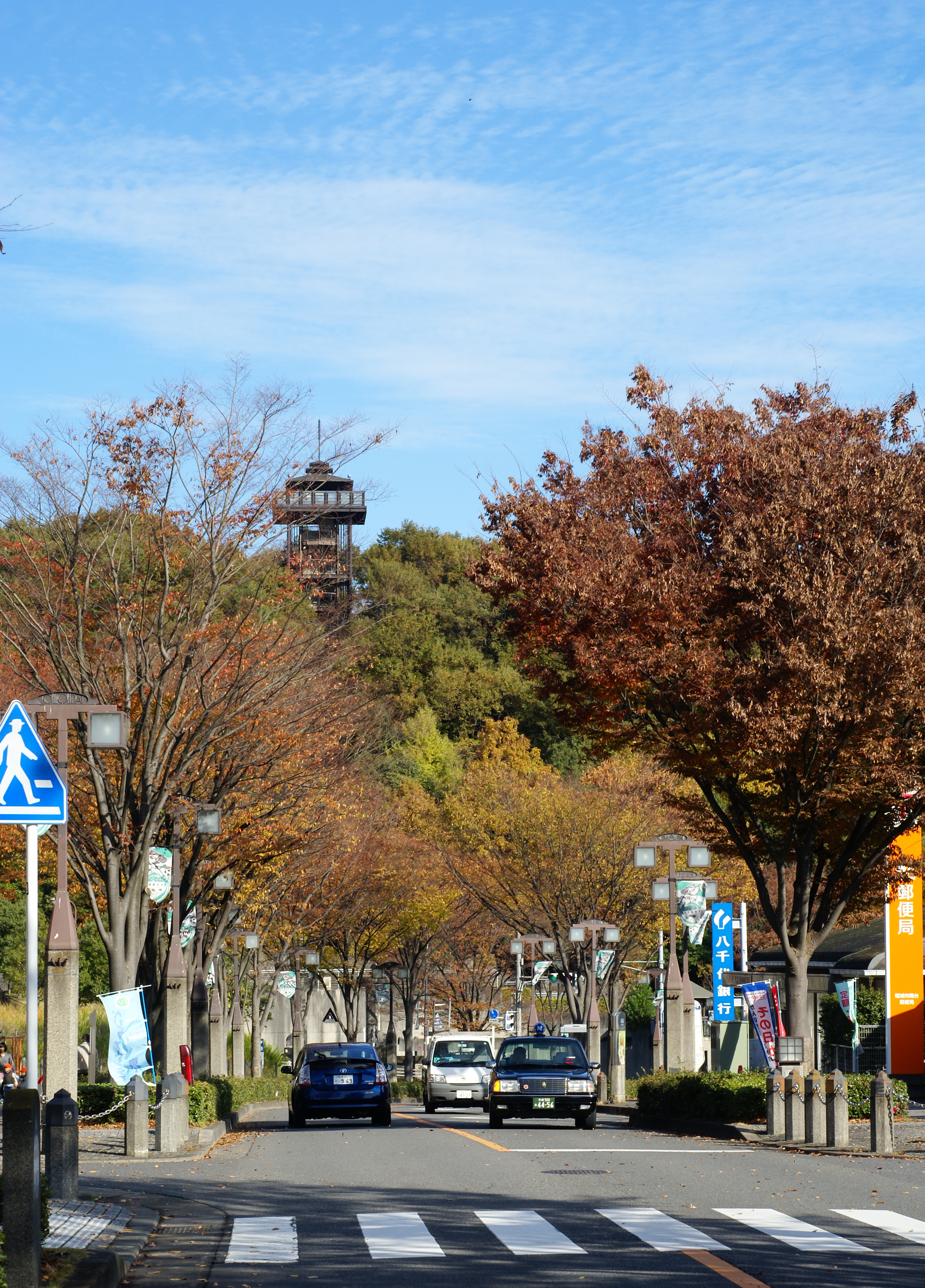
向陽台の公園通りと城山公園ファインタワー

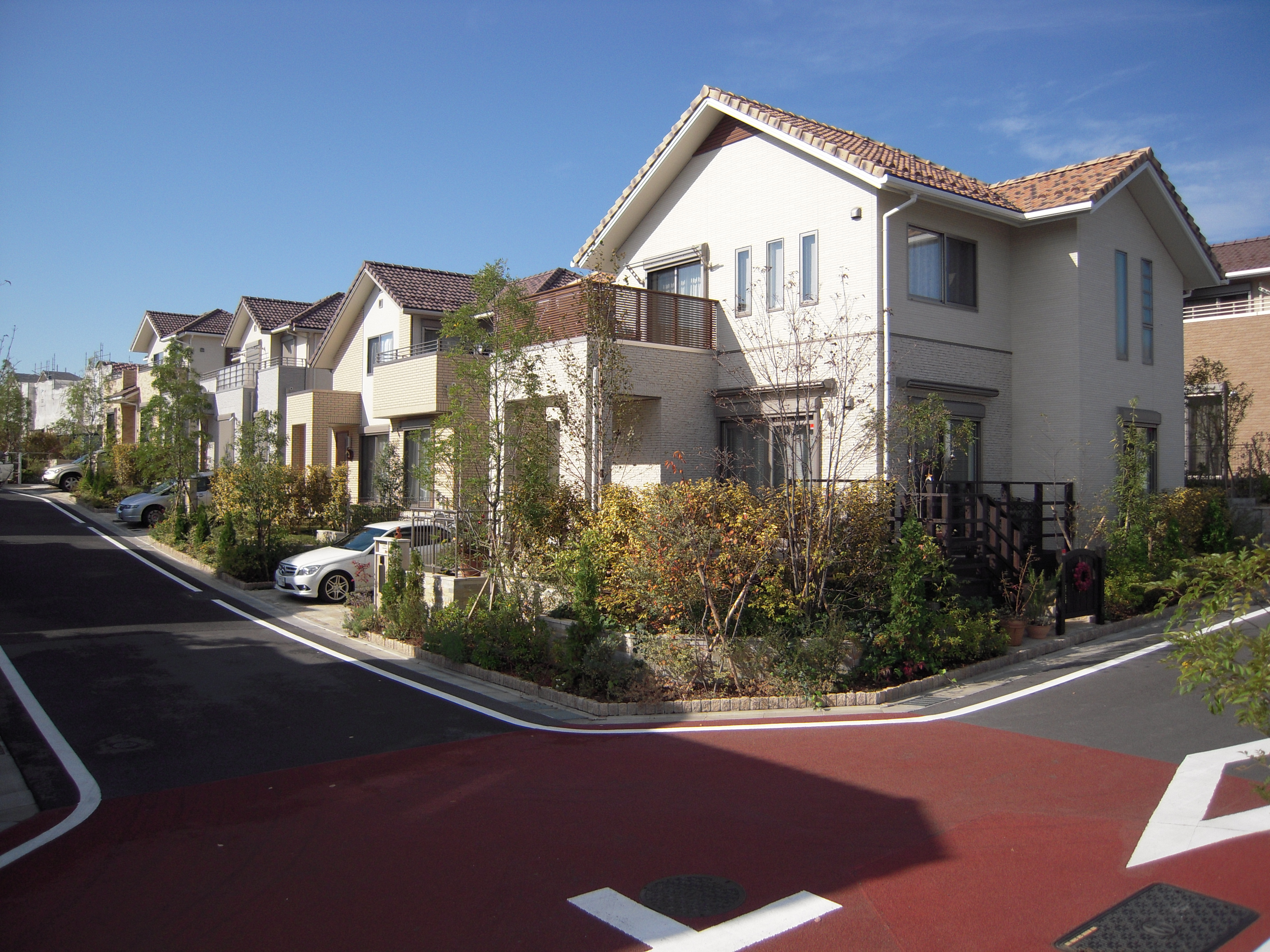
電線地中化や外構緑化の地区計画が適用された戸建住宅街

向陽台（こうようだい）は、東京都稲城市の町名。現行行政地名は向陽台一丁目から六丁目。面積は0.94 km2。郵便番号は206-0803。

## 地理
稲城市の北部に位置する。向陽台は多摩ニュータウン稲城エリアの中でも、最初に街びらきをした街である。多摩ニュータウンの建設計画の中では、最後期の開発地区の１つであり、これまでの開発の教訓を活かした街区設計がなされた。
この街を特徴づけているのが、丘陵という地形から生まれた都市景観。丘を背景として、地形の流れに沿うように高・中・低層の住宅群を配置し、無電柱化、商業エリアや公共施設の配置などが慎重に設計された結果、1995年度の「都市景観大賞」を受賞している。
城山公園には街のシンボルの展望台ファインタワーがあり、大規模な中央図書館、城山体験学習館、野草園、自然林散策路やバスケットゴールやテニスコートが完備されている。丘陵を活かした向陽台の城山橋からは府中の街並みや競馬場の花火大会を一望できるようになっており、くじら橋からは東京タワーや六本木ヒルズが一望できる。
中央公園は向陽台地区と長峰地区にまたがっており、向陽台地区には野球場がある。総合グラウンドと総合体育館は長峰地区にある。
全域が多摩ニュータウンの第1住区に属し、戸建住宅と集合住宅の両方が配置されたニュータウン内でも新しい街となっている。三丁目に市立向陽台小学校、市立第五中学校、四丁目に稲城中央公園、城山公園、野球場、稲城市立中央図書館、六丁目に城山小学校がある。
東、北は大丸、西、南は百村と接しており、地区の南側に南多摩尾根幹線道路が通っている。

### 地価
住宅地の地価は、2017年（平成29年）1月1日の公示地価によれば、向陽台1丁目6番6の地点で20万3000円/m2となっている。

## 歴史
昭和終期に開発された地域であり、以前は百村の一部であった。多摩ニュータウンの開発によって向陽台が分離し、現在は尾根幹線道路の北側が向陽台、南側が百村となっている。かつては現在の尾根幹線道路の部分に竪谷戸川（たてやとがわ）という川が流れており、この川を谷底として「竪谷戸」と呼ばれる巨大な谷戸が南西から北東方向にかけてあったが、現在はその大部分が埋められ、盛土によって造成されており、武蔵野南線のトンネル付近にのみ、その名残を見ることが出来る。
当初は、当地域は多摩ニュータウン計画には含まれていなかったが、稲城村（当時）がこの構想に反発し、稲城村域にも新住宅市街地開発事業区域を拡張するよう要請し、多摩ニュータウン計画に組み込まれた。しかし、宅地造成後の雨水の処理方法に苦慮し、工事着手までに16年を要することとなった。
街開きは1988年（昭和63年）で、1995年（平成7年）には国土交通省選定の「都市景観100選」に選ばれている。また、2006年（平成18年）には地域内にある城山公園に稲城市立中央図書館が開館した。2007年（平成19年）には向陽台六丁目に天然温泉施設が開業している。

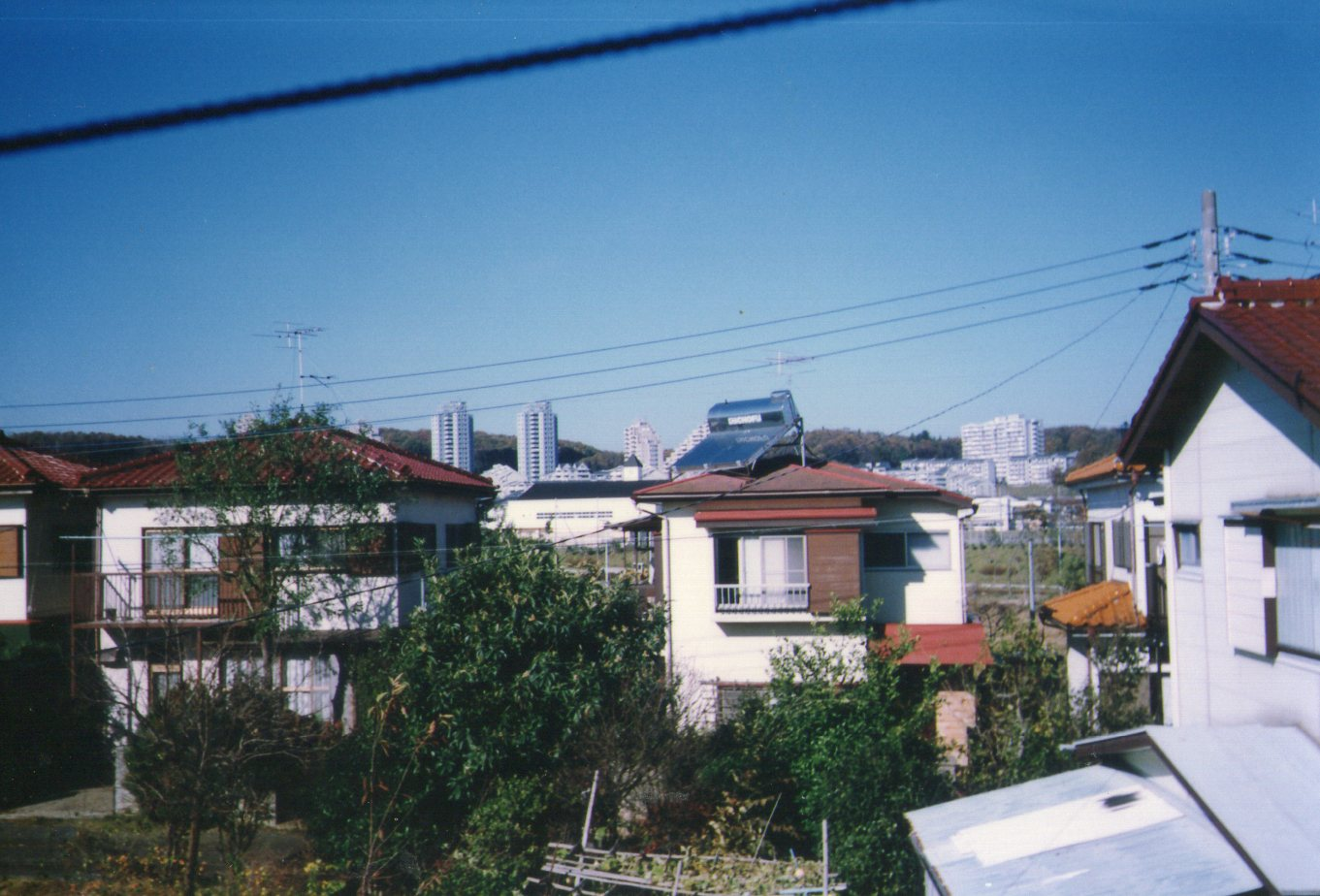
90年12月、百村頂上部近辺より。長峰と尾根幹線道路が未着工の頃。高層マンション群はほぼ皆無。ほぼ正面は聖蹟桜ヶ丘、関戸橋方向。
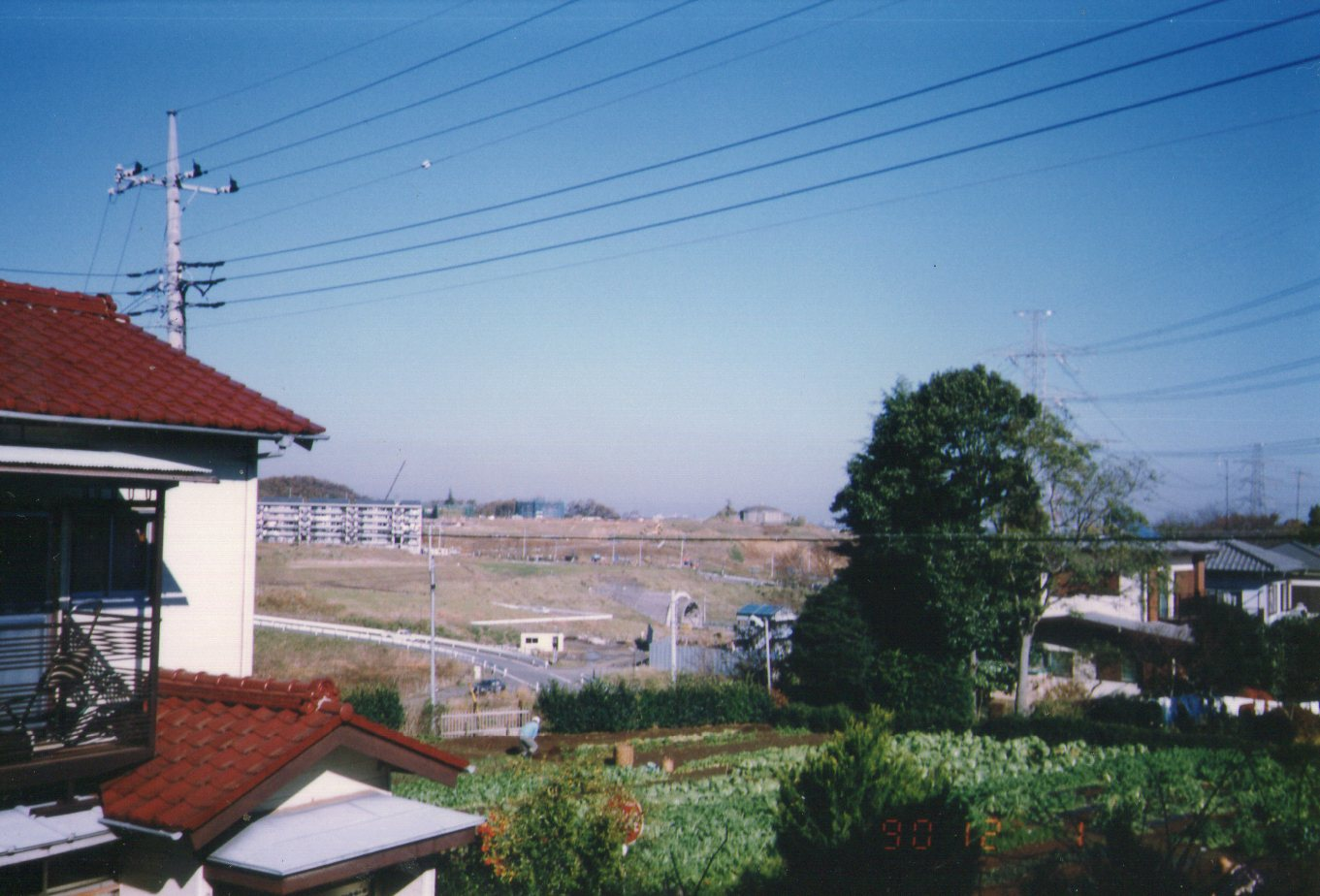
90年12月、百村頂上部近辺より。長峰と尾根幹線道路が未着工の頃。画像中央部の線路は武蔵野貨物線。盛土し尾根幹線道路を通したのが良く分かる。ほぼ正面が大丸、南多摩、是政橋、府中方向。
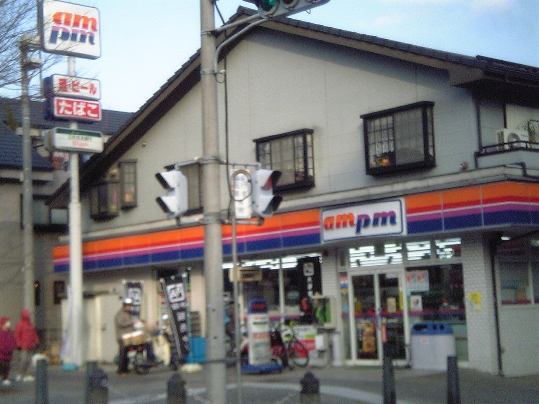
1993年・平成5年のスリーエフが向陽台地区で初出店のコンビニであった。場所は向陽台郵便局のやや百村寄り手前に位置していたが、その後、画像のam/pmに転換し閉店。2024年現在は歯科医院となっている(画像は2004年12月撮影)。
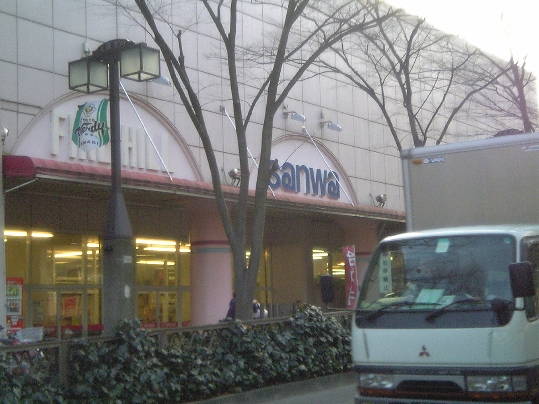
昭和63年にオープンしたスーパー三和・稲城店。当時から有数の売り場面積を誇り、堀之内店と並ぶ旗艦店舗である。手前が稲城駅、奥が向陽台郵便局方向。
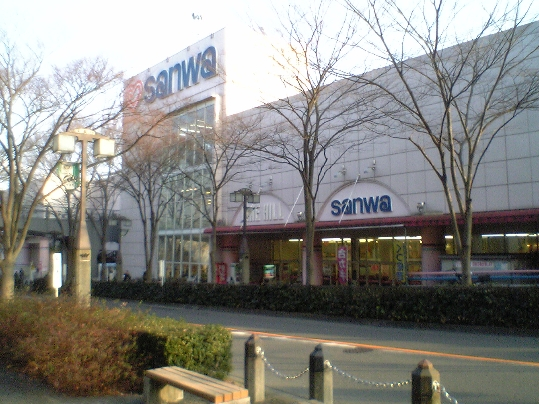
画像左、スーパー三和正面玄関前、城山公園では平成初期から多くのドラマロケ地である。

### 沿革
- 1987年（昭和62年）7月 多摩ニュータウン稲城第1住区の地区名を「向陽台」に決定。
- 1988年（昭和63年）3月 向陽台地区の入居が始まる（ビューパレー向陽台）。
- 1988年（昭和63年）4月1日 稲城市立向陽台小学校、稲城市立第五中学校が開校。
- 1992年（平成4年） 稲城市立城山小学校が開校。城山文化センターが開館。
- 1995年（平成7年） 都市景観大賞建設大臣賞を受賞し、都市景観百選に選定される。
- 2006年（平成18年）7月1日 稲城市立中央図書館が開館[7]。

## 交通

### 鉄道
京王相模原線を使用する場合は、徒歩・バスで稲城駅、またはバスで若葉台駅を利用するのが一般的である。
また、JR南武線の場合は南多摩駅、稲城長沼駅が利用しやすい範囲にある。

## 世帯数と人口
2017年（平成29年）12月1日現在の世帯数と人口は以下の通りである。
| 丁目         | 世帯数    | 人口    |
| ------------ | --------- | ------- |
| 向陽台一丁目 | 157世帯   | 397人   |
| 向陽台二丁目 | 266世帯   | 792人   |
| 向陽台三丁目 | 220世帯   | 520人   |
| 向陽台四丁目 | 974世帯   | 2,272人 |
| 向陽台五丁目 | 583世帯   | 1,437人 |
| 向陽台六丁目 | 1,358世帯 | 3,642人 |
| 計           | 3,558世帯 | 9,060人 |

## 小・中学校の学区
市立小・中学校に通う場合、学区は以下の通りとなる。
| 丁目   | 番地 | 小学校               | 中学校                 |
| ------ | ---- | -------------------- | ---------------------- |
| 一丁目 | 全域 | 稲城市立城山小学校   | 稲城市立稲城第五中学校 |
| 二丁目 | 全域 | 稲城市立向陽台小学校 | 稲城市立稲城第五中学校 |
| 三丁目 | 全域 | 稲城市立向陽台小学校 | 稲城市立稲城第五中学校 |
| 四丁目 | 全域 | 稲城市立向陽台小学校 | 稲城市立稲城第五中学校 |
| 五丁目 | 全域 | 稲城市立向陽台小学校 | 稲城市立稲城第五中学校 |
| 六丁目 | 全域 | 稲城市立城山小学校   | 稲城市立稲城第五中学校 |

## 施設

### 学校等
| - 城山保育園 - 向陽台保育園 - 駒沢女子短期大学付属こまざわ幼稚園 | - 稲城市立向陽台小学校 - 稲城市立城山小学校 - 稲城市立稲城第五中学校 |

### 文化施設
- 稲城市立中央図書館
- 城山文化センター
- 城山体験学習館

### 公園
| - 稲城中央公園（地区公園） - 城山公園（近隣公園） - かめさん公園（街区公園） - うしさん公園（街区公園） - とりさん公園（街区公園） | - うまさん公園（街区公園） - ひつじさん公園（街区公園） - うさぎさん公園（街区公園） - もぐらさん公園（街区公園） |

### 集合住宅
公団
| - ビュープラザ向陽台 - ビューパレー向陽台 - リベレ向陽台 - ビュータワーズ向陽台 | - ビューステージ向陽台 - ビスタノーレ向陽台 - ビスタリエ向陽台 - ビスタセーレ向陽台 |

都営
| - 都営多摩ニュータウン向陽台団地 | - 都営多摩ニュータウン向陽台6丁目団地 |

民間
| - アルボの丘 | - シンフォニアみはらしの家 |

### 複合施設
- スーパー三和　稲城店

### 商業施設・その他
- フィットネスジムfit365稲城三和店
- 眼鏡人稲城三和店
- 二葉クリーニング三和向陽台店
- DAISO稲城三和店
- にじいろ鍼灸整骨院 sanwa稲城店
- カットファクトリー稲城三和店
- 稲城向陽台郵便局
- 稲城天然温泉 季乃彩（ときのいろどり）
- 多摩中央警察署 向陽台駐在所
- 稲城中央公園野球場

### 飲食店
- コメダ珈琲稲城向陽台店
- 中国料理 千里香 稲城スーパー三和店
- カフェ・シュロスベルグ中央図書館店
- 喫茶ひだまり
- ホルン稲城店 (ベーカリー)
- Hohes Lob (洋菓子店)
- CoCo壱番屋 稲城向陽台店
- 旬彩亭

### コンビニ
- ファミリーマート 稲城向陽台店
- セブンイレブン 稲城向陽台5丁目店

### 病院・歯科
- 上野皮膚科クリニック
- もみの木歯科クリニック
- 竹田耳鼻咽喉科気管食道科医院
- 向陽台総合歯科

### ドラッグストア・調剤薬局
- マツモトキヨシ稲城三和店
- ウェルパーク稲城向陽台店
- 徳永薬局
- 向陽台薬局

## その他

### 警察
警察の管轄区域は以下の通りである。
| 番・番地等 | 警察署         | 交番・駐在所 |
| ---------- | -------------- | ------------ |
| 全域       | 多摩中央警察署 | 向陽台駐在所 |